# Joseph Spence (Historiker)

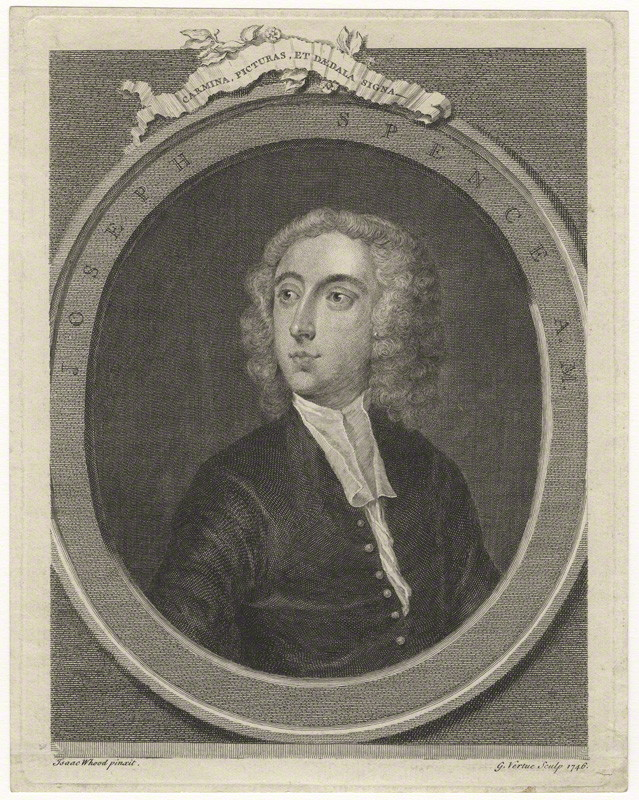
Stich mit der Darstellung Joseph Spence’ von George Vertue aus dem Jahr 1746 nach einem Bild von Isaac Whood.

Joseph Spence (* 28. April 1699 in Kingsclere; † 20. August 1768 in Byfleet) war ein englischer Historiker, Gartenarchitekt und Literat.

## Leben
Joseph Spence war Sohn des Pfarrers Joseph Spence, dem Präzentor der Kathedrale von Winchester und dessen Frau Mirabella, einer Enkelin Thomas Lunsfords. 1709 bezog er die Schule in Mortimer und anschließend das Eton College. Von 1716 bis 1720 besuchte er aufgrund der privaten Förderung einer Gönnerin das Winchester College. 1720 erhielt er ein Stipendium des New College der University of Oxford und wurde dort zunächst Scholar, 1722 zum Fellow gewählt. 1724 erlangte er den Bachelor-, 1727 den Master-Titel. 1726 wurde er ordiniert. 1728 wurde Spence in Nachfolge Thomas Warton dem Älteren zum Oxford Professor of Poetry berufen. Er beendete die Tätigkeit nach den maximal erlaubten zehn Jahren in der Position 1738 und wurde von John Whitfield in der Stellung beerbt. Zwischen 1731 und 1741 bereiste er mehrfach Kontinentaleuropa, darunter zweimal Italien in Begleitung englischer Adeliger auf deren Grand Tour. Auf Empfehlung von Alexander Pope begleitete er zwischen 1730 und 1733 Charles Sackville. Mit John Morley Trevor bereiste er zwischen Mai 1737 und Februar 1738 die Niederlande, Flandern und Frankreich, zwischen September 1739 und November 1741 mit Henry Pelham-Clinton Italien. Mitglied der Society of Dilettanti war Spence spätestens seit 1736. 1741 wurde er zum Regius Professor of Modern History berufen. Auch hier war er als Nachfolger William Holmes der dritte Inhaber der Professur seit der Einrichtung, wie schon als Oxford Professor of Poetry. Beide Professuren bestehen bis heute und gelten als äußerst reputabel. Er bekleidete die Professur bis zu seinem Tod; Nachfolger wurde John Vivian. Mit der Übernahme der Regius-Professur beendete er sein Fellowship am New College und siedelte mit seiner Mutter nach London über. 1748 erhielt er von Henry Pelham-Clinton, dem Earl of Lincoln, ein Haus in Byfleet. Hier begann er sich intensiv mit Gartenarbeit zu beschäftigen. 1754 wurde er Präbende der Durham Cathedral. 1758 bereiste Spence mit Robert Dodsley Schottland. Nachdem er 1766 einen leichten Herzinfarkt erlitten hatte, schrieb er sein Testament. Ein Jahr später verkaufte er die Rechte an seinen publizierten wie seinen unpublizierten Werken für £ 100 an James Dodsley. 1768 verstarb er in seinem Garten und wurde in der Marienkirche von Byfleet bestattet.
Als erste bedeutende Arbeit Spence’ gilt ein Kommentar zu Alexander Popes Übersetzung der Odyssee, die er in Dialogform gestaltete. Durch diese Arbeit entstand eine Freundschaft zwischen Pope und Spence, die lebenslang anhielt. Zudem war er mit Robert Lowth, Christopher Pitt, und Edward Young befreundet. Auch für sein mit vielen Stichen nach antiken Denkmälern versehenes Hauptwerk Polymetis wählte Spence die Dialogform. Das von Joseph Addisons Dialogues upos the Usefullness of Ancient Medails stark beeinflusste Werk handelte von der bildenden Kunst und der Kultur der Römer. Die Entwicklungen von Kunst und Kultur werden in Dialogen zwischen dem namensgebenden Polymetis und dessen Freunden Philander und Musagetes referiert. Anhand der Betrachtung einer imaginären Sammlung antiker Statuen mit der Darstellung antiker Götter, Heroen und Personifikationen soll gezeigt werde, dass Literatur und bildende Kunst sich direkt bedingen und benötigen, Inhalte und Darstellungsweisen unmittelbar miteinander verbunden sind. Somit können sich beide Bereiche auch wechselseitig erklären. Durch Spence’ Arbeit wurde damit eine verbreitete ästhetische Sichtweise zu einer Methode der wissenschaftlichen Deutung. Seine Ideen zum Werk hatte er vor allem auf seinen beiden Italien-Reisen gewonnen. Polymetis war äußerst erfolgreich. Das Buch wurde nicht nur mehrfach neu aufgelegt, es wurde auch ins Deutsche übersetzt. Gotthold Ephraim Lessing benutzte es 1766 als Gegenmodell für sein Laokoon-Buch, was die weitere Wirkung von Spences Werk schmälerte. Unter dem Pseudonym Sir Harry Beaumont übersetzte er Jean-Denis Attirets Werk zu den Gärten der Chinesischen Kaiser. Eigene Arbeiten zur Gartenarbeit ebenso wie biografische Arbeiten zur englischen Literatur und seine Reisenotizen blieben unveröffentlicht.